# Wabash megye (Illinois)
Wabash megye az Amerikai Egyesült Államokban, azon belül Illinois államban található. Megyeszékhelye és legnagyobb városa Mount Carmel. Lakosainak száma 11 361 fő (2020. április 1.). Wabash megye Lawrence, Knox, Gibson, White, Edwards és Richland megyékkel határos.

## Népesség
A megye népességének változása:
| Lakosok száma | 11 939 | 11 852 | 11 746 | 11 665 | 11 542 | 11 361 |
|               | 2010   | 2011   | 2012   | 2013   | 2015   | 2020   |